# Niszczyciele min typu Huon
Niszczyciele min typu Huon (ang. Huon class Minehunter Coastal, HMC) – typ niszczycieli min zaprojektowany dla potrzeb Royal Australian Navy. Houn bazowany jest na wcześniejszym typie Gaeta zaprojektowanym dla Włoskiej Marynarki Wojennej. Okręty powstały w ramach projektu Sea 1555 australijskiego Department of Defence (ministerstwa obrony narodowej) na nowoczesny niszczyciel min przystosowany do działań w warunkach australijskich, zastępując jednostki typu Bay. W porównaniu w okrętami włoskimi, australijskie Huony mają ulepszony sprzęt do wykrywania i niszczenia min oraz lepsze zakwaterowanie załogi.
Kontrakt na budowę sześciu niszczycieli min o wartości 1 miliarda został przyznany Thales Australia (Australian Defence Industries) w 1994, wszystkie okręty tego typu otrzymały nazwy pochodzące od australijskich rzek. Pięć z nich zostało zbudowanych w Newcastle, kadłub późniejszego HMAS "Huon" został zbudowany we włoskiej stoczni Intermarine SpA.
Kadłuby okrętów tego typu zbudowane są z wzmocnionego plastiku i mają jednolitą, samonośną konstrukcję skorupową bez żadnych dodatkowych wewnętrznych wzmocnień przez co mają bardzo wysoką wytrzymałość na fale uderzeniowe i cechują się bardzo niską magnetycznością w porównaniu z tradycyjnymi, metalowymi kadłubami.
Wszystkie okręty tego typu bazują w bazie HMAS "Waterhen":
- HMAS "Huon" (M 82)
- HMAS "Hawkesbury" (M 83)
- HMAS "Norman" (M 84)
- HMAS "Gascoyne" (M 85)
- HMAS "Diamantina" (M 86)
- HMAS "Yarra" (M 87)